# مارک تواین
ساموئل لنگهورن کلمنز (به انگلیسی: Samuel Langhorne Clemens) متخلص به مارک تواِین یا مارک توین (به انگلیسی: Mark Twain) نویسنده و طنزپرداز آمریکایی بود. او شهرت خود را مدیون رمان ماجراهای هاکلبری فین (۱۸۸۵) و ماجراهای تام سایر (۱۸۷۶) است. ویلیام فاکنر او را پدر ادبیات آمریکا نامیده است.

## زندگی
مارک تواین در ۳۰ نوامبر ۱۸۳۵ در مرز ایالت میزوری آمریکا در روستای فلوریدا با کلبه‌های چوبی پراکنده به دنیا آمد. پدرش قاضی بخش و تاجری کوچک و اصالتاً اهل ویرجینیا بود که در کنتاکی درس حقوق خوانده و در همان‌جا به جین همپتون موخرمایی برخورده و با او ازدواج کرده‌بود. در ۱۲سالگی پدرش فوت کرد و سمیوئل مجبور شد در چاپخانه‌های محلی پادویی کند و بعد در روزنامه‌ای که برادرش اوریون کلمنز دایر کرده‌بود، ابتدا حروفچین و سپس چاپچی شد. سپس به نیویورک رفت و مدت کوتاهی در چاپخانه‌های کوچک کار کرد. در طی ۲–۳ سال به شهرهای مختلف می‌رفت و در آنجا حروفچینی می‌کرد. وی سفر نافرجامی به آمریکای جنوبی داشت. از ‎۱۸۵۷ – ۱۸۶۴ سوار بر کشتی بخار به می‌سی‌سی‌پی سفر می‌کرد. در ۱۸۵۹ مجوز ناخدایی کشتی گرفت و در این حین با امضاهای مختلف برای مجلات مقاله‌های طنز می‌نوشت. در جنگ داخلی آمریکا نقش کوچکی را برعهده گرفت. در سال ۱۸۶۶ با آلتا کالیفرنیا برجسته‌ترین روزنامه غرب قراردادی به این مضمون امضا کرد: خبرنگار سیار بدون محدودیت مکان و زمان و سمت که دور کره زمین می‌گردد و ضمن سفر گزارش می‌نویسد.

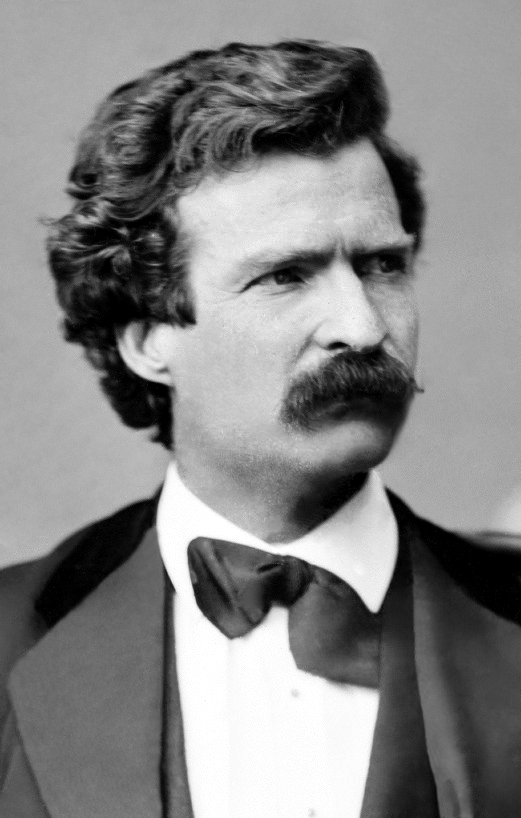
در سال ۱۸۷۱

با اولیویا لنگدون دختر یکی از صاحبان صنایع ثروتمند نیویورک پس از مغازلات بسیار ازدواج کرد. در بیست سال بین ۱۸۷۵ و ۱۸۹۴ شادترین و ثروتمندترین نویسنده بود و بهترین کتاب‌هایش را در این مدت نوشت. اما در نیمه دهه ۱۸۹۰ اندوه و تلخ‌کامی روزافزونی نصیبش شد. دختر جوانش سوزی وقتی پدر و مادرش در خارج بودند مرد. خانم کلمنز که سال‌ها بیمار بود از دنیا رفت و کوچک‌ترین دخترش ناگهان در شب کریسمس فوت کرد. در ۱۹۰۶ انشای سرگذشتش را آغاز کرد. ۱۵ سال آخر عمرش را با نوشتن کتاب‌های جدی و چند کتاب طنز گذراند. کلمنز نام مارک تواین را از ناخدای یک کشتی که با این نام در مجلات می‌نوشت به‌عنوان ادای دِین گرفت و در تمام کارهای طنزش از این اسم استفاده کرد.

## انتخاب اسم مستعار مارک تواین
ساموئل لنگهورن کلمنز در کتاب «زندگی بر روی میسی سیپی» نحوهٔ انتخاب نام مارک تواین را اینگونه شرح داده است:
«ناخدا ایزایه سلرز مردی خوب و بلند فکر بود و هم در رودخانه و هم در خشکی محبوبیت و احترام داشت. خیلی قدبلند و خوش‌هیکل و زیبا بود و آنطور که من به یاد می‌آورم، در پیری هم مثل موی سرخپوستان موهایی سیاه داشت، چشم و دست او نیرومند و استوار، و اعصاب و حس قضاوت او محکم و روشن بود، و میان جمعیت رانندگان کشتی، چه پیران و چه جوانان، هیچ چیز از هیچ‌کس کم نداشت… این آقای پیر، ذوق و استعداد ادبی نداشت، اما طی یادداشت‌های کوتاهی اطلاعات سادهٔ علمی دربارهٔ رودخانه می‌داد و زیر آنها را «مارک تواین» امضا می‌کرد و به پیکایون، نشریهٔ نیو اورلینز برای چاپ و انتشار می‌داد. این مطالب دربارهٔ میزان آب و وضع رودخانه بود و دقیق و گرانبها بود… اتفاق اینطور افتاد که یکی از این نوشته‌ها مضمون نخستین مقالهٔ من در روزنامه‌نگاری قرار گرفت. من آن را به نحو وسیع و دامنه‌داری مسخره کردم و مطالب ذوقی خود را تا حدود هشتصد یا هزار کلمه کش دادم و به آن چسباندم. در آن وقت یک رانندهٔ تازه‌کار بودم. مقالهٔ خود را به بعضی رانندگان نشان دادم و آن‌ها آن را گرفته و با شوق به روزنامهٔ ترودلتا، نشریهٔ نیو اورلینز برای چاپ بردند. جای افسوس زیاد بود، زیرا آن مقاله به هیچ‌کس خدمت ارزنده ای نکرد، ولی قلب آن مرد را سخت به درد آورد. در مقالهٔ چرند من بدخواهی وجود نداشت، ولی به ریش ناخدا خندیده بود…
ناخدا سلرز این افتخار را به من داد که از آن روز به بعد از من عمیقاً بدش می‌آمد. وقتی می‌گویم این افتخار را داد، لغات خالی از معنی به کار نمی‌برم. در اندیشهٔ مردی به بزرگی ناخدا سلرز قرار داشتن، افتخاری بسیار واقعی بود و من به اندازهٔ کافی شعور داشتم که از آن قدردانی کنم و به آن ببالم… دیگر تا مدتی که زنده بود هرگز چیزی چاپ نکرد و هرگز امضای «مارک تواین» را در پای چیزی نگذاشت. زمانی که خبر مرگ او به وسیلهٔ تلگراف رسید، من در ساحل اقیانوس کبیر بودم. روزنامه نویس جدیدِ تازه‌نفسی بودم و به یک نام مستعار احتیاج داشتم. بدین جهت، نام مستعاری را که آن دریانورد قدیمی به دور انداخته بود ضبط کردم و بهترین کوشش خود را به کار بردم تا آن را در دست خود چنان نگه دارم که در دست او بوده؛ یعنی امضا و نشانه و مظهر و حکم اینکه آنچه با آن همراه است حقیقت محض است و می‌توان روی راست بودن آن شرط‌بندی کرد. از فروتنی من دور است که بگویم چقدر در این راه موفق شده‌ام.»

### رمان
- ماجراهای تام سایر
- شاهزاده و گدا
- ماجراهای هاکلبری فین
- زندگی بر روی میسی سیپی
- یک یانکی اهل کنتیکت در دربار شاه آرتور
- سالهای طلایی: داستانی از زندگی در قرن معاصر
- تراژدی ویلسون کله‌پوک
- تام سایر در خارج
- خاطرات شخصی ژان‌دارک
- داستان یک اسب (۱۹۰۷)
- بیگانه‌ای در دهکده

### داستان کوتاه
- جست و خیز قورباغه ولایت کالاوراس (۱۸۶۷)
- یک قتل یک راز یک ازدواج
- به دنبال خط استوا
- مردی که هادلیبرگ را تباه کرد
- بشر چیست
- بریده‌هایی از دفترچه خاطرات آدم
- خاطرات حوا
- داستان یک سگ (۱۹۰۳)
- فیل سفید گمشده

## تجربیات متافیزیکی
اولین تجربهٔ انتقال فکر و تلگراف ذهنی برای مارک تواین با هلن کلر رخ داده است. در سال ۱۸۸۵ میلادی، در اولین نشریه انجمن تحقیقاتیِ اس‌پی‌آر، با عنوان «تلگرافِ ذهن»، مقالاتی نوشت که در آن‌ها از اهمیت و جایگاه ذهن و بیشتر تله‌پاتی صحبت می‌کرد. در ادامه تحقیقاتش درزمینه تله‌پاتی، روشی به نام «فرنوفن» را معرفی کرد که با کمک این روش ارتباطی بین یک ذهن با ذهن شخص دیگری (با کنترل و هدایت ذهنی) برقرار می‌شود.

## خودزندگی‌نامه
پس از گذشت ۱۰۰ سال از مرگ مارک تواین، خودزندگی‌نامه وی در آستانهٔ انتشار قرار گرفت. او این خودزندگی‌نامه را در دههٔ آخر عمر خویش نوشته و خواسته بود که تا یک قرن پس از مرگش انتشار نیابد. در سال ۲۰۱۰ پس از گذشت این مدت دانشگاه برکلی کالیفرنیا اولین جلد این خودزندگی‌نامه را منتشر کرد. فروش کتاب از انتظار ناشر آن بسیار فراتر رفت و تا نوامبر ۲۰۱۰، در آمریکا ۲۷۵۰۰۰ نسخه از آن فروخته شد. بخش اعظم کتاب را تواین در چهار سال آخر عمر خود به تندنویسش دیکته کرده بود. منتقد نیویورک تایمز خودزندگی‌نامه تواین را سیاسی‌تر از سایر آثار او می‌داند و آن را «رک و راست، بانمک و خشمگین» توصیف می‌کند. به گزارش وی این کتاب سرشار از خاطرات دوران کودکی تواین است که تأثیر بسزایی بر کتاب ماجراهای هاکلبری فین گذاشته بود.

## یادداشت
1. ↑  توآین اشتباهی رایج است و به همین علت اخیراً مترجمانی همچون نجف دریابندری نام نویسنده را به‌شکل مارک توین آورده‌اند و تواِین می‌خوانند.
2. ↑  مارک توین نیز در سالهای اخیر رواج پیدا کرده است.
3. ↑  Self-Publishing Review (SPR)